# 주호놀룰루 대한민국 총영사관
주호놀룰루 대한민국 총영사관(Consulate-General of South Korea, Honolulu)은 대한민국 정부가 미국 하와이주 호놀룰루에 설치한 총영사관이다. 또한 아메리칸사모아를 겸임지로 삼고 있다. 산하 기관으로는 주하갓냐 대한민국 출장소가 있다.

## 역사
- 1949년 4월 : 주호놀룰루 대한민국 총영사관 개설

## 관할 구역
- 미국의 주 : 하와이주
- 미국의 역외 영토 : 아메리칸사모아[3], 북마리아나 제도, 괌

## 근무 시간
- 매주 월 ~ 금요일 : 오전 8시 30분 ~ 오후 4시
- 영사 민원실 : 오후 접수 시 3시 30분까지 입장이 완료되어야 가능
- 주차 : 무료 주차

## 휴무일
- 매주 토요일, 일요일
- 대한민국의 4대 국경절 (3·1절, 광복절, 개천절, 한글날)
- 미국의 공휴일 (주재국 공휴일)

## 공관 업무
- 영사 : 정무, 경제, 문화, 평통
- 재외국민 및 사건·사고 관련 영사 : 재외국민, 사건사고, 정무
- 영사, 민원, 교육 관련 영사 : 여권, 사증 및 민원, 교육
- 총무 영사 : 총무
- 무관 : 국방외교 및 협력지원, 국가안보자료수집 및 보고

## 소재지
- 영어 : 2756 Pali Highway Honolulu, Hawaii 96817 U.S.A

## 교통편
- 버스 : 4, 55, 56, 57번 (평일 : 15~20분 간격으로 운행)
- 자가용 : 하와이주도 제61호선(영어판)을 이용하면 됨

## 역대 총영사
- 심명원
- 이서영

## 같이 보기

### 일반 주제
- 한미 관계
- 주미국 대한민국 대사관
- 대한민국의 재외공관 목록
- 주하갓냐 대한민국 출장소

### 미국에 설치한 다른 대한민국 영사관들
- 주로스앤젤레스 대한민국 총영사관
- 주뉴욕 대한민국 총영사관
- 주샌프란시스코 대한민국 총영사관
- 주시카고 대한민국 총영사관
- 주휴스턴 대한민국 총영사관
- 주애틀랜타 대한민국 총영사관
- 주시애틀 대한민국 총영사관
- 주보스턴 대한민국 총영사관